# نجيبة إرادة الصفري
الدكتورة نجيبة إرادة بنجريان أحمد مهدي الصفري (بالإنجليزية: Dk Najibah Eradah Pengiran Ahmad Mahdi Al-Sufri) (من مواليد 20 مايو عام 1983)، هي أول شخص من بروناي يصل إلى القطب الجنوبي.

## حياتها الشخصية
كانت نجيبة في السابق مدرسة رياضيات في المدرسة الثانوية، ثم أصبحت ضابطًا حكوميًا في وزارة الشؤون الخارجية والتجارة في بروناي. تزوجت نجيبة من محمد فيرونى هازلين حاجي ماتجير.
تم اختيار نجيبة وسبع نساء أُخريات من كل بلد من دول الكومنولث، من بين أكثر من 800 مرشح للمشاركة في حملة كاسبرسكي كومنولث أنتاركتيكا، والتي وصلت إلى القطب الجنوبي في 29 ديسمبر عام 2009.
شرحت نجيبة مشاركتها في الحملة قائلةً: «أنا شغوفة للغاية بالقضايا البيئية وأتمنى استخدام مشاركتي في الحملة لنشر الوعي في بروناي للاحتباس الحراري وتغير المناخ».
وصفت وسائل الإعلام في بروناي إنجازها بأنه «يوم تاريخي لبروناي ويوم مهم لنساء السلطنة». وصفها سيف إبراهيم نائب رئيس جمعية بروناي للمغامرات الترفيهية، بأنها «رمز لكل مواطن من بروناي، خاصةً للنساء والشباب». أصبحت نجيبة معروفة في بروناي باسم «الفتاة القطبية».